# Água na Boca
Água na Boca é uma telenovela brasileira produzida pela Band, e exibida de 12 de maio a 12 de dezembro de 2008 em 155 capítulos, substituindo Dance Dance Dance e encerrando a produção dramaturgica da emissora naquele momento . Foi escrita por Marcos Lazarini, com colaboração de Aleksei Abib, Conceição LaBranna e Dani Patarra, direção de Luís Antônio Piá, Marcelo Krause e Rodolfo Silot e com direção-geral de Del Rangel.
Contou com Rosanne Mulholland, Caetano O'Maihlan, Alexandre Barros, Marisol Ribeiro, Priscila Sol, Renato Góes, Joaquim Lopes e Jacqueline Laurence nos papéis principais.

## Exibição
A trama foi vendida para Moçambique, onde foi exibida pela TVM, às 21 horas. Mais tarde a novela estreou em Angola na TV Zimbo às 14 horas e com reprises aos fins de semana, sucedendo a Dance Dance Dance e sendo substituída por Dona Beija. O título oficial em inglês da trama para o mercado internacional é The Restaurateurs (em tradução livre, "Os Donos de Restaurante"). O canal venezuelano Televen estreou a novela em junho de 2011 às 13 horas, com o nome de Agua en la Boca. Devido à baixa audiência, foi cancelada e reestreada à 1h, onde foi exibida do início ao fim no primeiro semestre de 2012.

## Enredo
Danielle é uma chef talentosa que volta ao Brasil para assumir o restaurante francês da família e se apaixona por Luca, um pizzaiolo italiano bem humorado. Porém a relação parece impossível, já que na juventude o francês Jean-Paul trocou a avó de Luca, Maria, pela avó de Danielle, Françoise, e as famílias vivem uma rivalidade de 50 anos, intensificada pela guerra dos restaurantes que ficam frente à frente. Françoise e Jean-Paul são pais de Phillipe, que vive um casamento falido com Lulu e são pais de Danielle e Renée, garota rebelde que ignora o amor do romântico Raí por ser apaixonada pelo cafajeste Zeca. Já Maria é viúva e esconde o diagnóstico de Alzheimer dos filhos: Paolo, casado com Manoela e pai de Luca e do depressivo Carlo, e Guido, casado com Fatinha e que, juntos, vivem a crise dos 40 anos tentando se passar por jovens.
Além disso, Danielle e Luca enfrentam as armações de Alex e Érika, apaixonados por ambos. Ainda há os conflitos de Severino e Miquelina com a filha mau-caráter Alva, que só pensa em dinheiro e quer dar o golpe em Reizinho; o segredo da paternidade de Akemi, escondido pela mãe Keiko e pelo rígido avô Akira e a luta do verdureiro Antônio para pagar a faculdade de medicina da filha Camila.

## Elenco
| Intérprete          | Personagem                |
| ------------------- | ------------------------- |
| Rosanne Mulholland  | Danielle Cassoulet (Dani) |
| Caetano O'Maihlan   | Luca Bellini              |
| Alexandre Barros    | Alex Wagner               |
| Marisol Ribeiro     | Érika Fagundes            |
| Priscila Sol        | Renée Cassoulet           |
| Renato Góes         | Raimundo Pena Freitas     |
| Joaquim Lopes       | Zeca Pimenta              |
| Jacqueline Laurence | Françoise Cassoulet       |
| Mário César Camargo | Jean Paul Cassoulet       |
| Berta Zemel         | Maria Bellini             |
| Jayme Periard       | Phillipe Cassoulet        |
| Ângela Figueiredo   | Luciola Cassoulet (Lulu)  |
| Ana Cecília Costa   | Miquelina Pena Freitas    |
| Cláudio Jaborandy   | Severino Pena Freitas     |
| Rayana Carvalho     | Alva Pena Freitas         |
| Henri Pagnoncelli   | Cido Alcântara            |
| Elaine Mickely      | Augusta Alcântara (Guta)  |
| Renato Scarpin      | Guido Bellini             |
| Paula Cohen         | Fátima Bellini (Fatinha)  |
| Carl Schumacher     | Paolo Bellini             |
| Regina Remencius    | Manoela Bellini           |
| Gustavo Duque       | Reizinho Alcântara        |
| Ken Kaneko          | Akira Mizoguchi           |
| Eda Nagayama        | Keiko Mizoguchi           |
| Juliana Kametani    | Akemi Mizoguchi           |
| Celso Bernini       | Carlo Bellini             |
| Fernando Neves      | Antônio Pereira           |
| Juliana Mesquita    | Camila Pereira            |
| José Roberto Jardim | Théo Borges               |
| Nilton Bicudo       | Henri Martel              |
| Jerusa Franco       | Martha Pimenta            |
| Bethito Tavares     | Bertinho Pimenta          |
| Sílvia Poggetti     | Úrsula da Silva (Uni)     |
| Mila Ribeiro        | Danúbia da Silva (Duni)   |
| Valéria Sândalo     | Teresa da Silva (Tê)      |
| Marco Antônio Pâmio | Remi                      |
| Pierre Bittencourt  | Zico                      |
| Miranda Kassin      | Gina Angel                |
| Carlos Dias         | Juliano                   |
| Karen Tavares       | Allegra Bellini Angel     |

### Participações especiais
| Intérprete         | Personagem       |
| ------------------ | ---------------- |
| Cléo Ventura       | Drª. Cláudia     |
| Alexandre Moreno   | Kim Gonçalves    |
| Paulo Hesse        | Abílio / Arlindo |
| Marcelo Arnal      | Marcelo          |
| Elizabeth Hartmann | Madre Cristina   |
| Carla Fioroni      | Aurora           |
| Rogério Márcico    | Alfredo Vecchio  |
| João Bourbonnais   | Gianini Leiden   |
| João Signorelli    | Peterlongo       |
| Jonathan Azevedo   | Garçom           |
| Pedro Fagundes     | Paulinho         |
| Claudinei Quirini  | Vicente          |
| Viviane Rojas      | Ava              |
| Thiago Giacomini   | Edu              |
| Tabata Contri      | Joana            |

## Audiência
Água na Boca conseguiu em seu primeiro capítulo uma média de 3,3 pontos e pico de 5 no Ibope, ficando no quarto lugar de audiência. Durante sua exibição, a novela ficou entre 2 e 2,5 pontos, porém em 27 de maio bateu seu recorde negativo com 1,5 pontos. O Jornal do Brasil, em 21 de setembro de 2008, comentou que o erro brutal da emissora em colocar Agua na Boca no mesmo horário do Jornal Nacional e da novela Caminhos do Coração custou uma audiência melhor que a novela poderia conseguir mais cedo. O último capítulo marcou 3 pontos e a média geral final foi de 2 pontos.

## Trilha sonora
- Água na Boca - Juliana Aquino (tema de abertura)
- Sem Ar - D´Black (tema de Dani e Luca)
- Uma Vida Sem Saudade - Hateen
- Esperando na Janela - Gilberto Gil
- Erva Venenosa - Rita Lee (tema de Érika)
- Pequenas Caixas - Leela
- São Paulo (Cosmópolis) - Sérgio Britto